# Epidendrum dendrobioides
Epidendrum dendrobioides là một loài lan trong chi Epidendrum.

## Hình ảnh

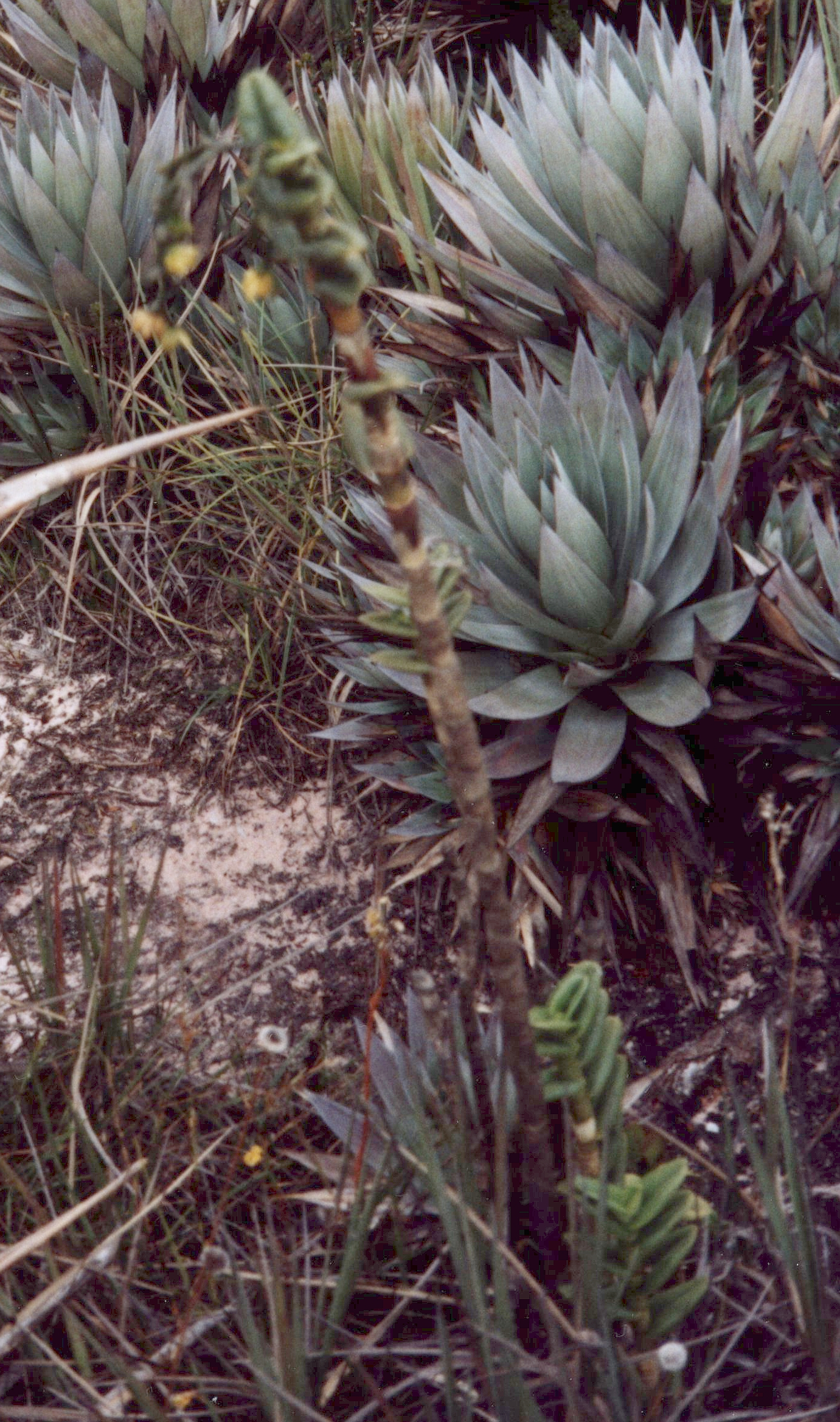
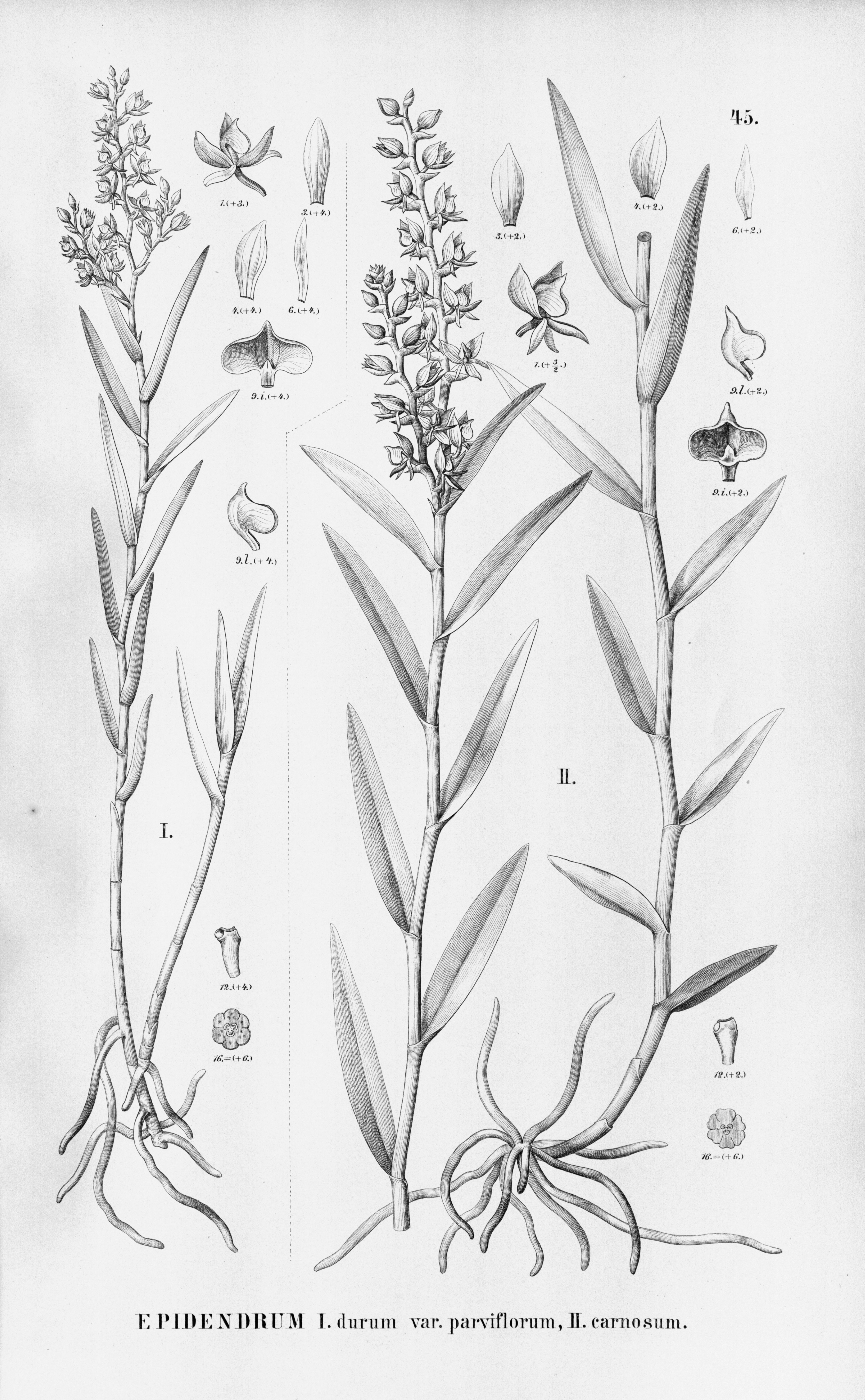
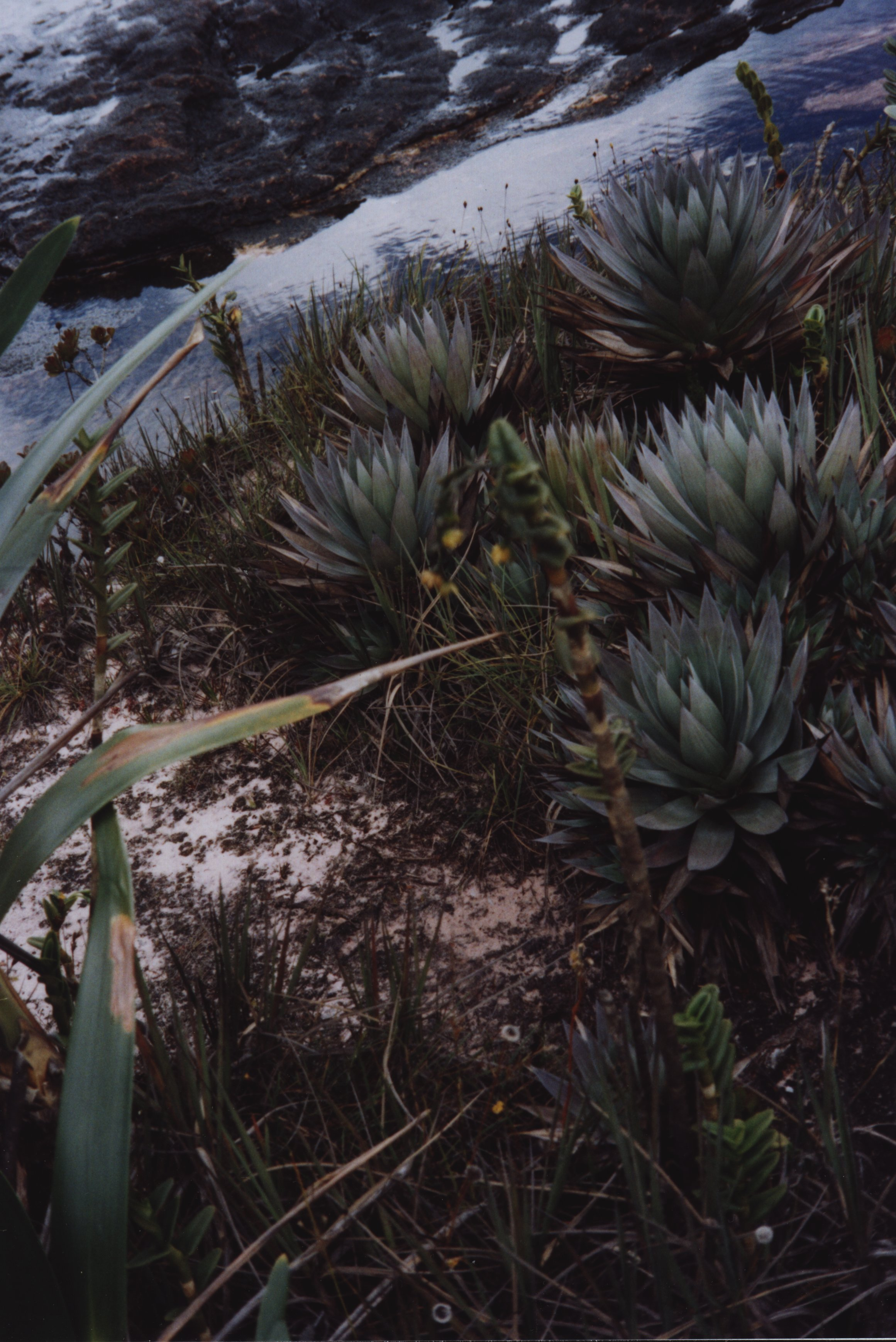